# Mansa Konko
Mansa Konko – miasto w Gambii, w obrębie jednostki administracyjnej Lower River Division, której jest stolicą, dystrykt Jarra West, ok. 300 mieszkańców. Położony na północ od Somy był centrum administracyjnym w okresie panowania Brytyjczyków, z którego to ocalało kilka budynków w stylu kolonialnym.